# Ryan Hollingshead
Ryan Michael Hollingshead (Sacramento, 16 april 1991) is een Amerikaans voetballer die bij voorkeur als middenvelder speelt. Hij debuteerde in 2014 in het betaald voetbal in het shirt van FC Dallas.

## Clubcarrière
Hollingshead werd als twintigste gekozen in de MLS SuperDraft 2013 door FC Dallas. Hij besloot echter geen contract bij de club te tekenen zodat hij kon helpen met het bouwen van een kerk in Sacramento en hij vrijwilligerswerk kon doen bij een weeshuis in Haïti. Op 9 december 2013, een seizoen later, tekende hij alsnog bij FC Dallas. 
2 Munjoma ·
3 Martínez ·
4 Bressan ·
5 Quignón ·
6 Cerrillo ·
7 Obrien ·
8 Acosta ·
9 Ferreira ·
10 Ricaurte ·
11 Schön ·
12 Hollingshead ·
14 Burgess ·
16 Pepi ·
17 Vargas ·
18 Servania ·
19 Pomykal ·
20 Maurer ·
21 ElMedkhar ·
22 Twumasi ·
24 Hedges ·
25 Smith ·
26 Nelson ·
28 Redžić ·
29 Jara ·
30 Zobeck ·
31 Sealy ·
32 Che ·
80 Hernandez ·
99 Megiolaro ·
Coach: Gonzalez
· Assistent-coach: Luccin